# Indoclystus singularis
Indoclystus singularis är en insektsart som först beskrevs av John Obadiah Westwood 1847.  Indoclystus singularis ingår i släktet Indoclystus och familjen myrlejonsländor. Inga underarter finns listade i Catalogue of Life.